# 王金钩
王金钩（？—497年），北魏定州（今河北省定州市）百姓。

## 生平
北魏孝文帝拓跋宏太和二十一年（497年），王金钩讹言惑众，自称应王。事情失败，二月丙寅，王金钩被擒获，之后伏诛。